# Alfonso Cano
Guillermo León Sáenz Vargas (22 tháng 7 năm 1948 – ngày 04 tháng 11 năm 2011), thường được biết đến với bút danh của ông Alfonso Cano, là chỉ huy của Lực lượng Vũ trang Cách mạng của Colombia (Fuerzas Armadas Revolucionarias de Colombia, FARC). Ông đã kế tục người sáng lập Manuel Marulanda Vélez vào tháng 3 năm 2008 và chỉ huy nhóm nổi dậy chủ nghĩa Mác cho đến khi bị giết trong hành động của quân đội Colombia vào ngày 4 tháng 11 năm 2011.
Sinh ra trong một gia đình trung lưu ở Bogota, Cano đã bắt đầu nghiên cứu của ông về nhân chủng học tại Đại học Quốc gia Colombia vào năm 1968, nơi ông trở thành một thành viên và lãnh đạo của thanh niên Cộng sản. Nhờ đó, ông trở thành quen thuộc với các thành viên của FARC, người đã mời ông thường xuyên giảng dạy về chủ nghĩa Mác đối với một số các cột du kích. Ông bị bỏ rơi sự nghiệp của mình trước khi tốt nghiệp để tham gia vào nhóm và cống hiến mình để hoạt động chính trị. Ý thức hệ, ông được mô tả là một đường lối cứng rắn, với niềm tin rằng ý tưởng và phe của ông sẽ chiến thắng hoàn toàn 